# King River
King River is een plaats in de regio Great Southern in West-Australië.
Het ligt aan de rivier de King en de South Coast Highway, 415 kilometer ten zuidzuidoosten van de West-Australische hoofdstad Perth, 9 kilometer ten zuidwesten van Kalgan en 12 kilometer ten noordnoordoosten van Albany.
King River maakt deel uit van het lokale bestuursgebied (LGA) City of Albany waarvan Albany de hoofdplaats is. Het telde 278 inwoners in 2021 tegenover 230 in 2006.
De gelijknamige rivier is een toeristische bestemming. Men kan er vogels spotten, vissen en kajakken of kano varen.
In 2020 werd het 120-jarige bestaan van de plaatselijke gemeenschapszaal gevierd.